# Angiofibroma nasofaríngeo juvenil
El Angiofibroma nasofaríngeo juvenil  es un tumor benigno vascular (pero que tardíamente puede devenir en maligno), que crece característicamente en la nasofaringe. Aparece mayormente en varones (preadolescentes y adolescentes), entre los 6 y 20 años, siendo casi exclusivo entre el sexo masculino, presentado solo un 5% en mujeres,  Con la edad adulta el tumor presenta una tendencia a la regresión espontánea (desaparecer espontáneamente) a partir de los 25 años. El ANJ representa el 0,5% de los tumores de cabeza y cuello su presencia patente en el hombre señala una clara sumisión hormonal del tumor. Determinados estudios han señalado aumento de testosterona y descenso de receptores de estrógeno y progesterona en la zonal tumoral.

## Procedencia
Se localiza en la pared posterolateral de la grita nasal a nivel del vínculo de la apófisis esfenoidal del hueso palatino. Esta localización conforma el margen superior del agujero esfenopalatino y la zona trasera del cornete medio. Es un tumor formado por fibrocitos estrellados dentro de una concavidad variable de estroma de tejido, con vasos anchos de pared fina. El mencionado estroma está constituido por tejidos conjuntivos y fibras musculares.

## Patogenia
- Genética: se han encontrado alteraciones en los cromosomas 4q, 5q, 6q, 12q, 13q, 17p, X e Y. Se han hallado también alteraciones en la región 8q12q22 del cromosoma 8. Alteraciones de los genes que codifica en Factor de Crecimiento derivado de Endotelio, TGF-B. Expresión del gen LYN y probablemente el factor de crecimiento de tumores-B1 juegue un rol en la proliferación y angiogénesis de este tumor.  No hay ninguna hipótesis patogénica con un sustrato evidente para ser confirmada. Hay estudios que demuestran la presencia de receptores androgénicos específicos, y factores de crecimiento; asimismo, se ha descrito su regresión espontánea.

## Estadística
- 1 entre 16000 (1/16000) otros 1 entre 50000 (1/50000)

## Sintomatología
Sus síntomas suelen ser epistaxis, Somnolencia presente como malestar general,  sinusitis, alteraciones oculares (conjuntivitis; obstrucción del canal lacrimonasal; otros más graves como: protrusión ocular), Acné,  Molestias dolorosas de frente y cara, Cefalea, meningitis y obstrucción nasal. La instalación progresiva de este último síntoma sin presentar mejoria transitoria lo diferencia a otros tipos de obstrucción, tomando carácter de crecimiento tumoral.
```
  Deformaciones faciales: es excepcional y aparece como un signo de invasión importante del macizo cráneo-facial.
```

## Categorías
- Tipo I Tumor limitado a la nasofaringe y a la cavidad nasal sin invasión ósea.
- Tipo II Tumor que invade la fosa pterigomaxilar o el seno maxilar o el etmoides con invasión ósea.
- Tipo IIIa Tumor que invade la fosa subtemporal o la órbita sin ataque endocranéano.
- Tipo IIIb Tumor con invasión intracranéana extradural.
- Tipo IVa Tumor con invasión intracraneana extradural e intradural sin invasión del nervio óptico, la silla turca o el seno cavernoso.
- Tipo IVb Tumor con invasión intracraneana extradural e intradural con invasión del nervio óptico, la silla turca o el seno cavernoso.

## Reincidencia
- Tiende a reaparecer después de extirpado durante la adolescencia.

## Tratamiento
- Puede ser variado. Pueden utilizarse tres métodos: hormonoterapia, cirugía o radioterapia.
- En la mayoría de los casos para detener la epistaxis o sangrado descontrolado antes o durante la cirugía se utiliza la embolizacion selectiva.